# Phanias watonus
Phanias watonus là một loài nhện trong họ Salticidae.
Loài này thuộc chi Phanias. Phanias watonus được Ralph Vary Chamberlin & Wilton Ivie miêu tả năm 1941.

## Hình ảnh

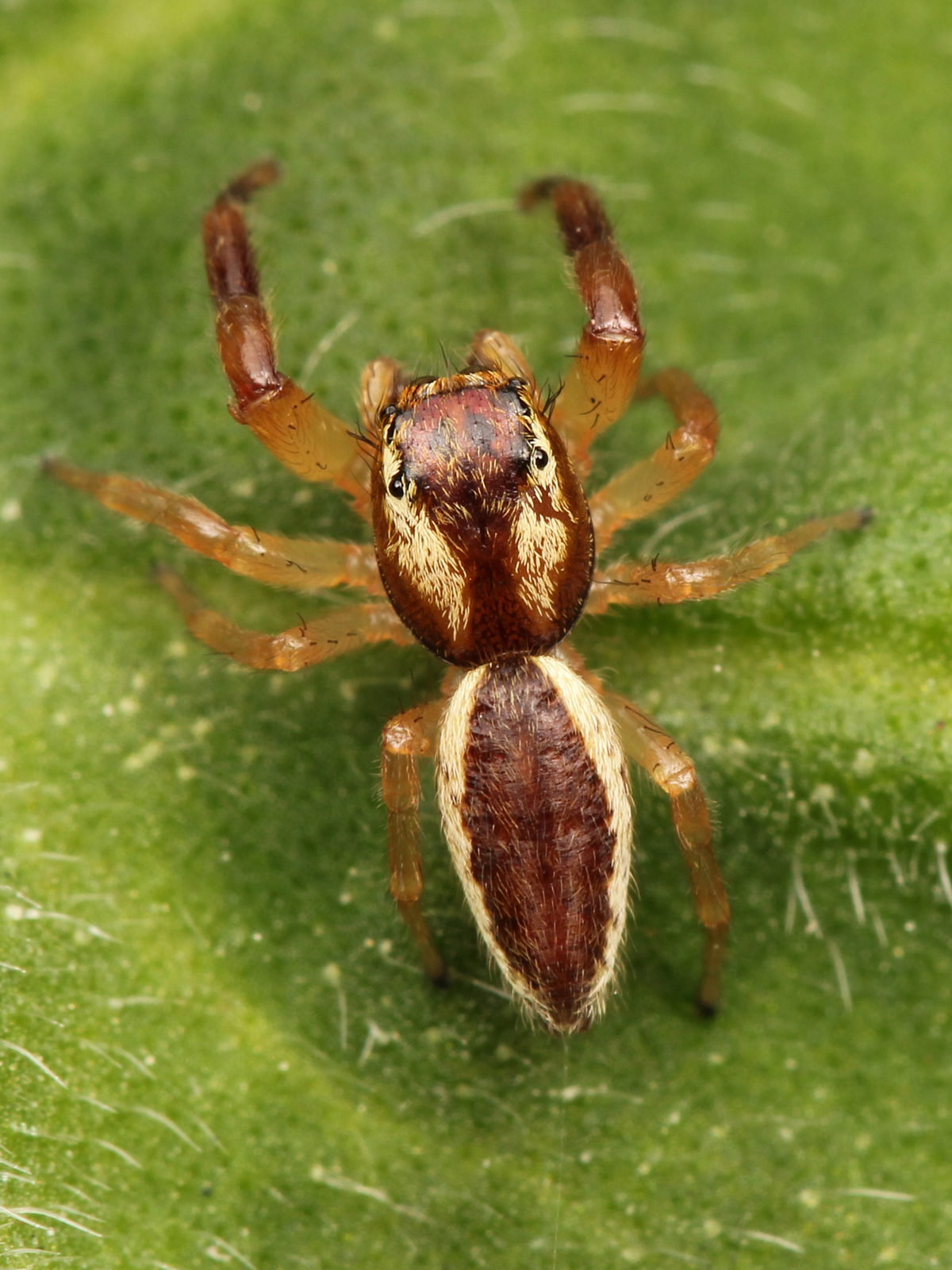
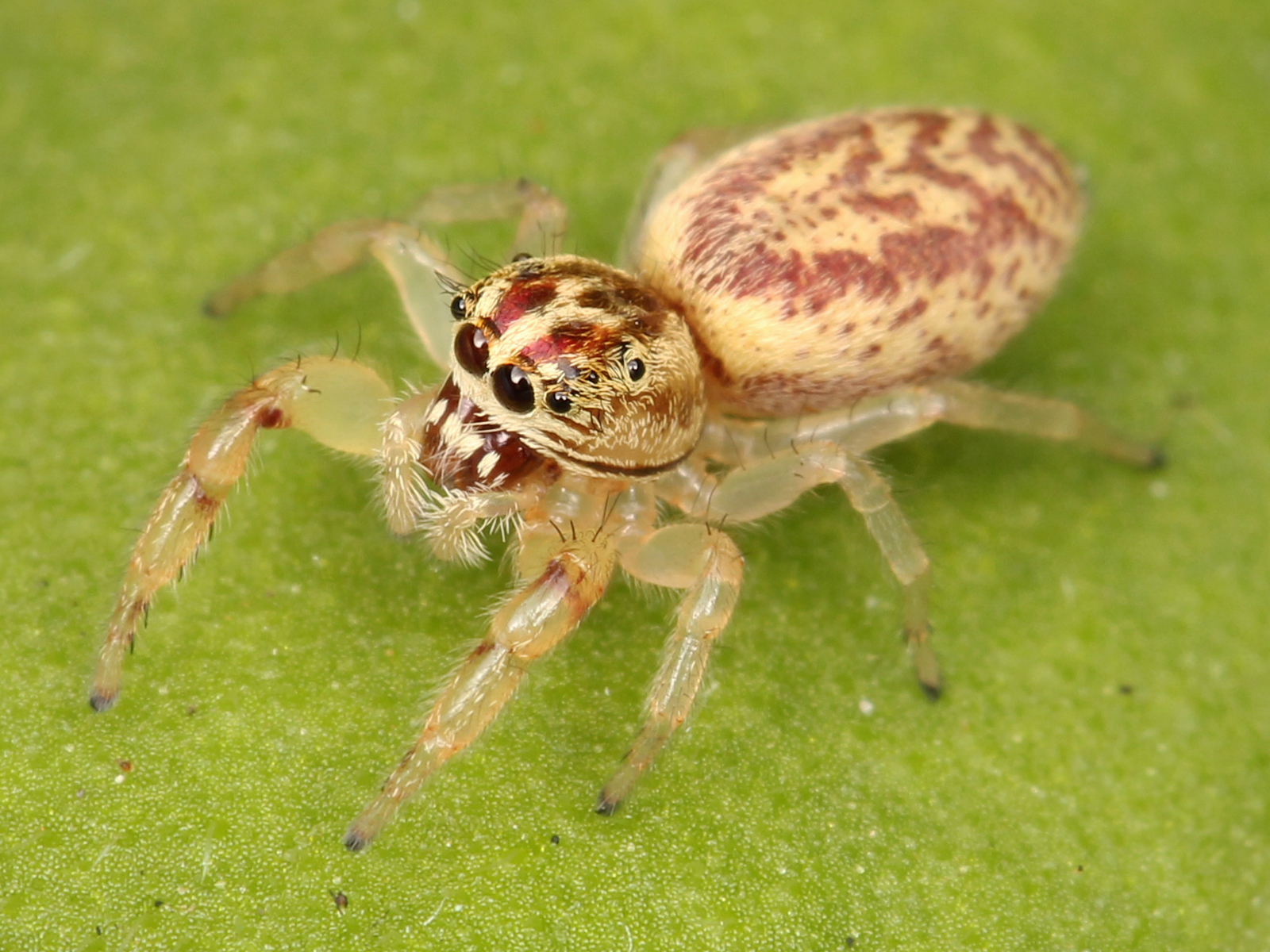
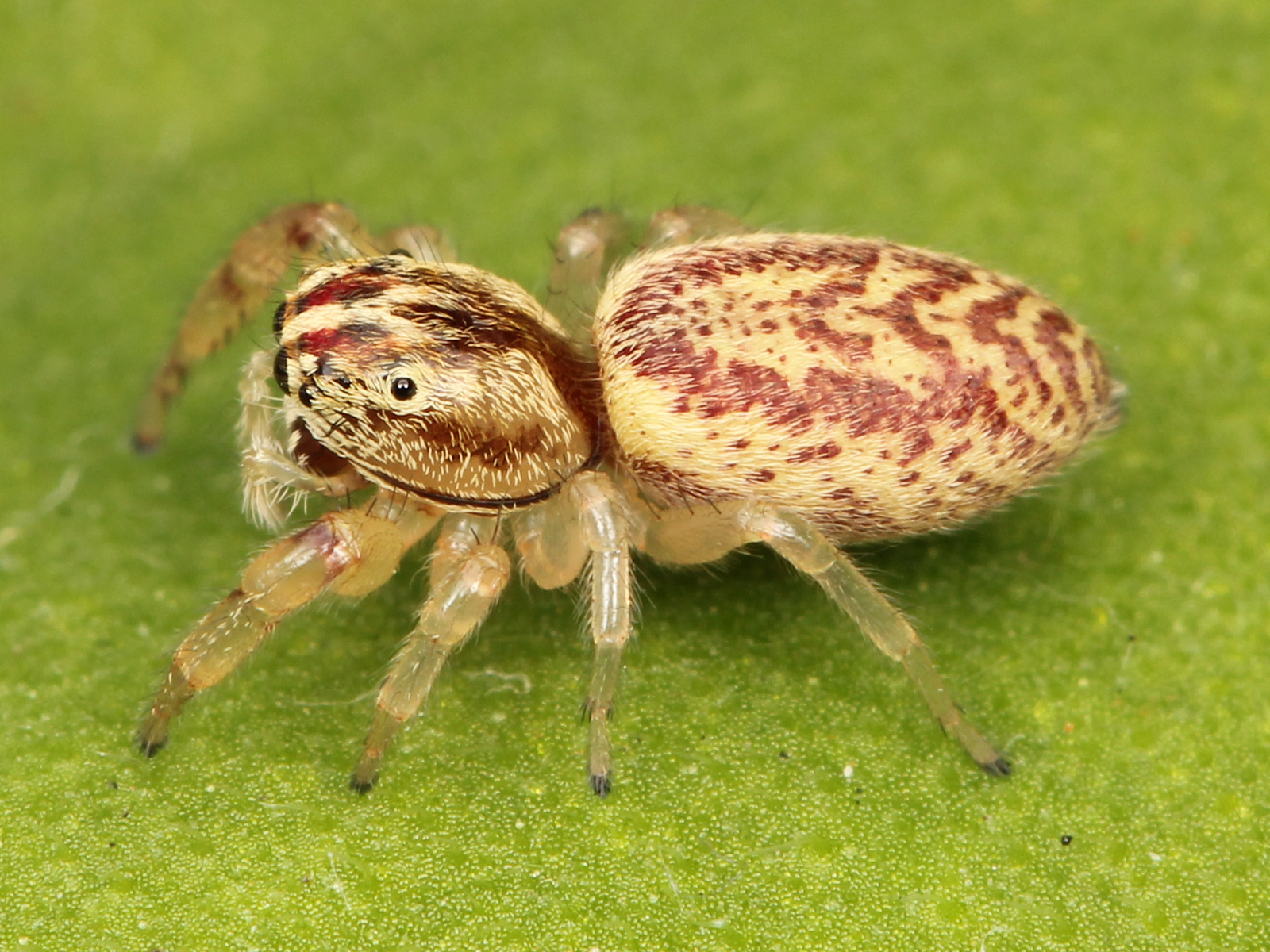
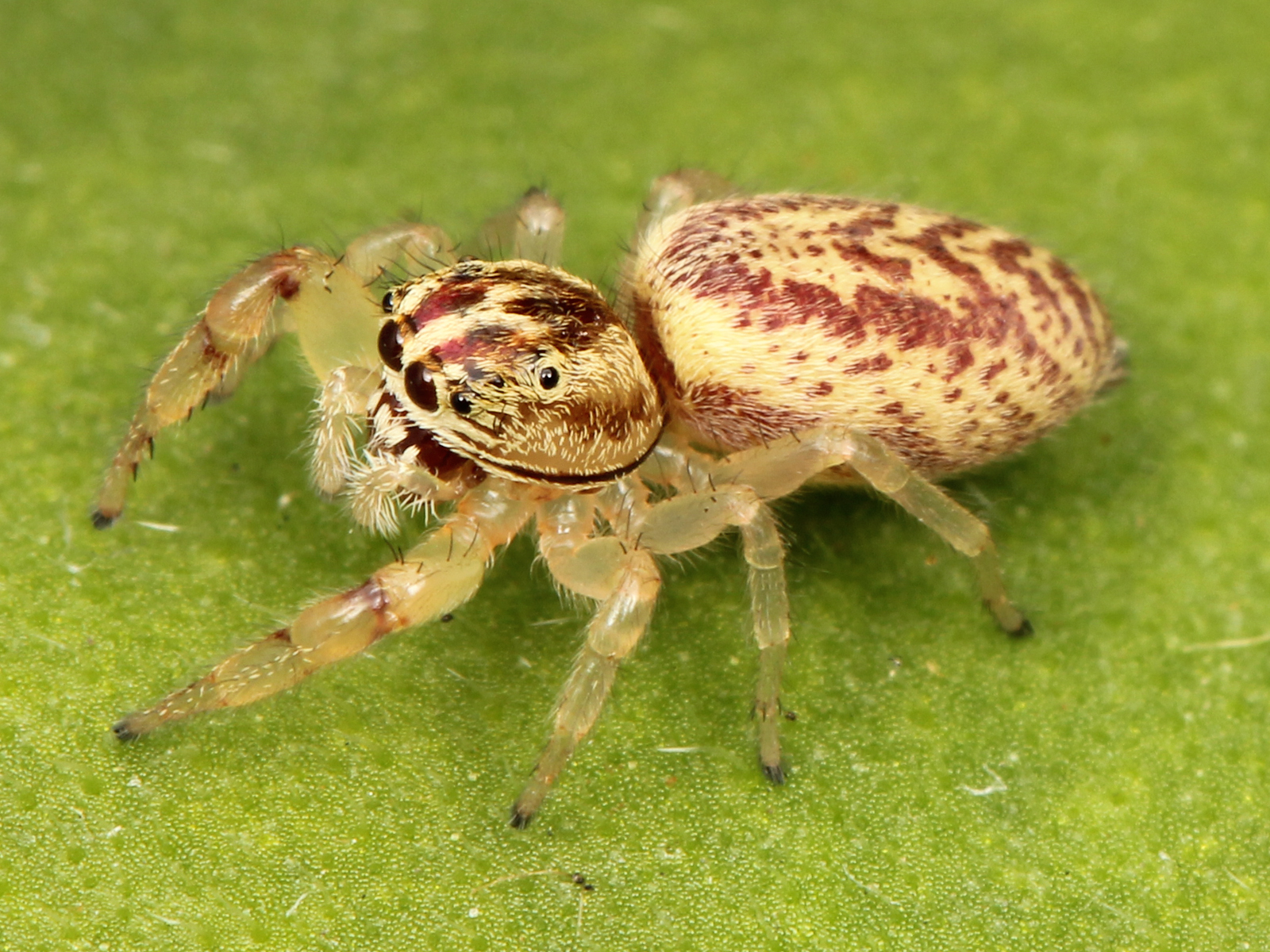